# Кристоф III фон Папенхайм
Кристоф III фон Папенхайм (на немски: Christoph III von Pappenheim; * 21 март 1538, дворец Ротенщайн, Грьоненбах; † 13 януари 1569, Нойс, Франция ) е имперски наследствен маршал на Папенхайм в Бавария.

## Биография
Той е четвъртият син на маршал Волфганг I фон Папенхайм († 1558) и съпругата му Магдалена/Маргарета фон Рот († 1555). Брат е на Конрад († 1603), Волфганг II († 1585) и Вилхелм III († 1550) и Филип († 13 ноември 1619).
Кристоф получава образование като войник. След смъртта на баща му († 1558) Кристоф и братята му Волфганг II и Филип тръгват на поклонение за Йерусалим. Кристоф и брат му Филип прекъсват пътя си във Венеция и отиват в Цюрих, Швейцария, където приемат реформаторската вяра.
След 1558 г. братята поделят наследството През 1563 г. Кристоф строи с тримата си братя Конрад, Волфганг II и Филип долния дворец в Грьоненбах. През 1568 г. той се присъединява към пфалцграф херцог Волфганг фон Пфалц-Цвайбрюкен. Двамата тръгват с около 17 000 войници през 1568 г. за Франция, за да помагат на хугенотите. Двамата умират през 1569 г. във Франция, преди да свърши Хугенотската война през 1598 г.
Кристоф III фон Папенхайм не се жени и няма деца.